# (73197) 2002 JL12
(73197) 2002 JL12 – planetoida z pasa głównego asteroid okrążająca Słońce w ciągu 4,35 lat w średniej odległości 2,67 j.a. Odkryta 5 maja 2002 roku.